# Aabybro Posthus
Aabybro Posthus eller Aabybro Distributionscenter er et postdistributionscenter på Rolighedsvej i Aabybro. Tidligere var det også et posthus. Alt postomdeling i 9440 Aabybro og 9490 Pandrup foregår med udgangspunkt fra Aabybro Posthus.
Den 14. august 2006 lukkede postekspeditionen i posthuset, og personalet blev virksomhedsoverdraget til en nyindrettet postbutik hos Expert/Punkt 1 på Vestergade. Det skyldtes flere års fald i posthusets omsætning.